# Bill of Rights (England)
Die Bill of Rights (deutsch Gesetzesvorlage der Rechte) aus dem Jahr 1689 regelt die Rechte des englischen Parlaments gegenüber dem Königtum und gilt als eines der grundlegenden Dokumente des Parlamentarismus. Das Gesetz wurde am 16. Dezember 1689 vom Parlament verabschiedet. Durch den hohen Rang der Bill of Rights hat in diesem Falle der juristische Terminus bill nicht mehr die geringere Bedeutung von „Gesetzentwurf“; er wurde vielmehr auch in den USA für ein grundlegendes Gesetzgebungswerk verwendet.

## Hintergrund
Das Gesetz, von Ober- und Unterhaus am 13. Februar 1689 zunächst als Declaration of Rights (Erklärung der Rechte) verabschiedet, wurde am 23. Oktober desselben Jahres von dem neuen Königspaar Wilhelm III. von Oranien und Maria II. anerkannt. Die Bestätigung als Bill of Rights durch Wilhelm III. und Maria II., die erst im Frühjahr durch die Glorious Revolution auf den englischen Thron gelangt waren, bildete den Schlusspunkt einer jahrzehntelangen Auseinandersetzung zwischen Monarchie und Parlament, in der letzteres seine Interessen weitgehend durchsetzte.
Die Entwicklung zu der Bill of Rights hatte ihren Ursprung im Konflikt des Parlaments mit König Karl I. Nachdem das Unterhaus seine Rechte durch Karl I. mehrfach verletzt gesehen hatte, legte es ihm 1628 die Petition of Right, die Bitte um Gerechtigkeit vor, die wesentliche Punkte der späteren Bill of Rights vorwegnahm. Nach einem Jahrzehnt der Alleinherrschaft Karls I. verabschiedete das Unterhaus 1641 die Große Remonstranz, eine Beschwerdeschrift an den König, in der erstmals die Forderung nach einer parlamentarischen Kontrolle der Exekutive laut wurde. Der Streit um die Remonstranz war einer der auslösenden Faktoren des Englischen Bürgerkriegs, der 1642 begann und 1649 mit der öffentlichen Hinrichtung Karls I. und der Errichtung der Republik endete.
Nachdem die Monarchie 1660 unter Karl II. wiederhergestellt worden war, kam es erneut zu Konflikten zwischen König und Parlamentariern. In der Exclusion Crisis (1678–1681) etwa versuchten die Whigs den katholischen Bruder Karls II., den späteren Jakob II., aufgrund seiner Konfessionszugehörigkeit von der Thronfolge auszuschließen. Unter Jakobs Regierung flammte der Konflikt nach 1685 erneut in aller Schärfe auf. Er glaubte wie schon frühere Monarchen aus dem Haus Stuart an das Gottesgnadentum der Könige. Der Streit mit dem Parlament, der sich daraus ergab, führte 1688 zur Glorious Revolution, in der  Jakob vertrieben und sein protestantischer Schwiegersohn Wilhelm von Oranien auf den englischen Thron berufen wurde. Die Declaration of Rights war eine direkte Reaktion auf die Rechtsbrüche und absolutistischen Bestrebungen, derer sich Jakob II. in den Augen des Parlaments schuldig gemacht hatte. Im Kern ging es in dessen Streit mit den Stuart-Königen um die Frage, ob der Monarch allein aus göttlichem Recht herrsche und damit über dem Gesetz stehe oder ob er aufgrund der englischen Verfassungsentwicklung seit der Magna Carta eine dem Gesetz unterworfene Amtsperson sei.

## Inhalt
Nach der Bill of Rights musste der König das Parlament in regelmäßigen Abständen einberufen und benötigte dessen Zustimmung zur Erhebung von Steuern und Abgaben, zur Anwendung der Folter sowie zum Unterhalt eines stehenden Heeres in Friedenszeiten. Darüber hinaus begründete das Gesetz die Immunität der Parlamentsabgeordneten: Sie genossen völlige Redefreiheit im Unterhaus und mussten sich für Vergehen künftig nur noch vor diesem selbst, aber nicht mehr vor dem König oder seinen Gerichten verantworten.
Die Bill of Rights stärkte die Rechte des Parlaments gegenüber dem Monarchen, enthielt jedoch nur zwei Bürgerrechte: Petitionen und Waffenbesitz. „By causing several good subjects being Protestants to be disarmed at the same time when papists were both armed and employed contrary to law“. Das Recht auf Waffenbesitz entstand auf Druck der Whigs. Die Erfahrungen unter den Stuarts hatte ihnen gezeigt, wie verwundbar die englische Freiheit bei einer entwaffneten Bürgerschaft war.

## Bedeutung
Die Bill of Rights stärkte die Rechte des Parlaments gegenüber dem Monarchen und war ein Meilenstein auf dem Weg zu einem aufgeklärten und parlamentarisierten Staat. Die Entwicklung hin zu einem Parlament hatte in England bereits früh begonnen, doch immer wieder hatten Monarchen versucht, sich ihre absolute Stellung zurückzuerobern. Nicht selten hatten solche Auseinandersetzungen zu militärischen Konfrontationen geführt, die viele Opfer gefordert hatten. Mit der Bill of Rights sollten solche Konflikte in Zukunft vermieden werden, denn die Rollen von Monarch und Abgeordneten waren nun klar definiert. Die absolute Macht des Königs war zugunsten des Parlaments eingeschränkt worden und unterstand von nun an bestimmten Regeln. Im Großen und Ganzen bildet die Bill of Rights die Grundlage für spätere Verfassungssysteme. So war sie zum Beispiel das Vorbild für die französische Erklärung der Menschen- und Bürgerrechte von 1789 oder die Verfassung der Vereinigten Staaten von 1787 sowie deren erste zehn Zusatzartikel. Die lange europäische Verfassungstradition hat somit ihren Ursprung in England, wo man bereits sehr früh aufgeklärtes und fortschrittliches Gedankengut in die Politik einfließen ließ.